# Lizenzschranke
Die Lizenzschranke ist im deutschen Steuerrecht ein Element der Unternehmensbesteuerung, das grenzüberschreitende Steuergestaltungen zwischen Unternehmen bei Aufwendungen für Rechteüberlassungen vermeiden soll. Sie ist im § 4j EStG geregelt.

## Allgemeines
Die Lizenzschranke wurde mit dem Gesetz gegen schädliche Steuerpraktiken im Zusammenhang mit Rechteüberlassungen am 27. Juni 2017 eingeführt und gilt erstmals für Besteuerungszeiträume nach dem 31. Dezember 2017. Existenzgrund dieser Rechtsnorm ist die Begrenzung der Abziehbarkeit von Aufwendungen für Rechteüberlassungen.

## Hintergrund, Sinn und Zweck
In der Vergangenheit haben viele Unternehmen, vor allem international tätige Großkonzerne ihre Lizenz- und Markenrechte an Tochtergesellschaften im steuerlich günstigen Ausland verkauft und diese Rechte gleichzeitig für überteuerte Leasinggebühren gemietet, um so ihre inländische Steuerlast drastisch zu reduzieren. Vor diesem Hintergrund sah sich die Legislative gezwungen diese Aufwendungen künftig zu beschränken. Die Praxis dieser Steuervermeidung ist vor allem unter dem Namen Dutch Sandwich bekannt. Im Gesetzentwurf geht die Bundesregierung von einem jährlichen Steueraufkommen von 30 Millionen Euro aus.

## Funktionsweise
Die Rechtsnorm schreibt grundsätzlich vor, das solche Aufwendungen nur noch in voller Höhe abziehbar sind, wenn der Schuldner nachweisen kann, dass der Gläubiger auf die Einnahmen dieser Rechteüberlassung/en einen Steuersatz von mindestens 25 % zahlen muss. Im Falle, dass die Besteuerung niedriger ausfällt sind diese Aufwendungen nur zum Teil abziehbar. Der nicht abziehbare Teil bestimmt sich dabei wie folgt:
{\displaystyle {25\%-Ertragssteuersatz \over 25\%}}